# Johann Philipp Högl
Johann Philipp Högl (* 25. August 1755 in Wien; † 21. April 1800 in Roßau 4.) war Wiener Stadt-Steinmetzmeister, Grundrichter in der Roßau und 1797 Obervorsteher der Wiener Bauhütte.

## Leben

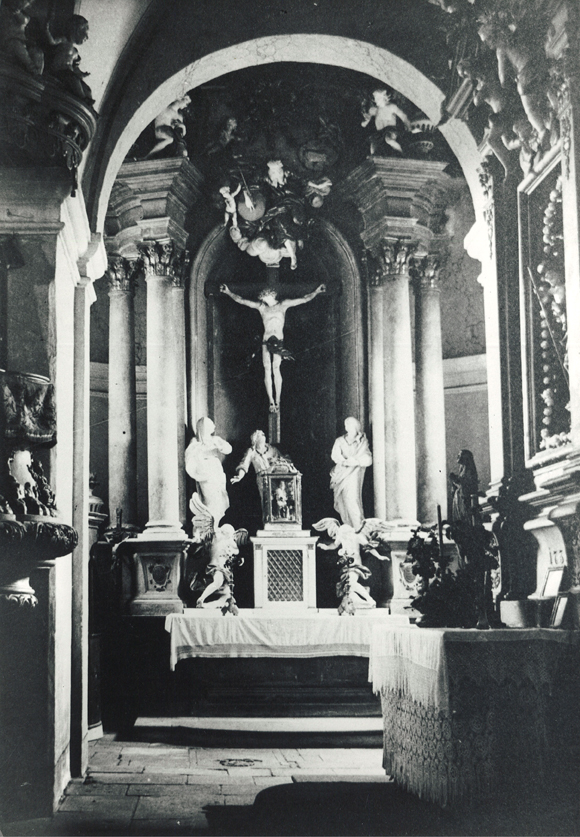
Kaisersteinbrucher Seitenaltar, im Steinboden Elias Hügels Epitaph

Johann Philipp war Sohn des Steinmetzmeisters Georg Andreas Högl und der Franziska, vormals Witwe des Wiener Steinmetzmeisters Michael Waltner mit dem Einzugsgebiet der Roßau. Der Vater stammte aus Eggenburg, dem bedeutendsten Steinmetzzentrum in Niederösterreich. Sein Großvater, der Steinmetzmeister Johann Gallus Högl, war einst aus Gemünden am Main im Frankenland zur Viertellade der Eggenburger Bruderschaft gezogen, er starb 1719. Dessen um 17 Jahre jüngere Bruder Elias Högl, Hof-Steinmetzmeister noch unter Kaiser Karl VI. und letzter Vertreter einer längst vergangenen Zeit, starb am 22. August 1755 im kaiserlichen Steinbruch am Leithaberg, nur drei Tage vor Johann Philipps Geburt. So einen Kondukt hatte die Kaisersteinbrucher Bruderschaft in der dortigen Kirche noch nicht zelebriert.

### Lehre beim Vater
Nach dem Tod der Mutter am 19. August 1764 ging der Vater mit Elisabeth Stricknerin aus Eggenburg, eine Tochter des Steinmetzmeisters Mathias Strickner und der Maria Rosalia, am 28. Jänner 1766 seine zweite Ehe ein. Johann Philipps älterer Bruder Andreas Georg (* 1744) war zu diesem Zeitpunkt bereits vom Vater ausgebildeter Steinmetzgeselle, er erheiratete sich später eine Meisterstelle in Wien.
Johann Philipp absolvierte seine Lehre zum Steinmetz ebenfalls bei seinem Vater. Am 19. März 1779 wurde ihm von diesem sein eigenes bürgerliches Steinmetz-Handwerk übergeben.

## Meisterstück
Urkunde für Philipp Högl vom 10. Dezember 1779 ..
Von der Prüfungs-Commission wird hiemit verkündet, dass Philipp Högl, ein Steinmetzgeselle, von Wien gebürtig, die ihm zur Prüfung aufgegebenen und auf der Haupthütte allhier von ihme verfertigt
1. eine doppelte Schneckenstiege mit einem Loch in der Mitte und mit Architektur verzierten Profilen ..
2. ein Römisches Portal mit einem Bogen unter dem Gebälk, nebst Säulen ...
über obige Schneckenstiege, wie auch über andere zur Steinmetzkunst gehörigen Gegenstände unter heutigem dato examiniert worden und in denen – auf die gestellten Fragen – von ihme abgegebenen Beantwortungen, allerdings wohl bestanden, folglichen einer Steinmetz-Meisters-Stelle in der Stadt Wien rühmlich vorzustellen fähig sein. Worüber eingangs gedachten Philipp Högl gegenwärtige Legitimation hiemit ertheilt wird.

## Stadtsteinmetzmeister in Wien
Urkunde für Herrn Philipp Högl vom 11. Januar 1780
Nachdem Herr Philipp Högl von der Prüfungs-Commission für einen Stadt-Steinmetzmeister in Wien für fähig erkennet worden, und ihme sein Vater Herr Andreas Högl seine bürgerliche Steinmetz-Gerechtigkeit mit Bewilligung eines löblichen Stadtrathes zufolge, so ist derselbe als Steinmetzmeister bei dem Handwerk auf und angenommen.

### Heiratskontrakt
In der Schottenkirche am 9. Jänner 1781: Jungfrau Barbara Eckmayrin, des Mathias Eckmayr, bürgerlicher Wein-Gastgeb und Ehefrau Catharina, wohnhaft auf der Wieden beim Roten Apfel  als Braut und
Herr Philipp Högl, bürgerlicher Steinmetzmeister, eines Steinmetzmeisters Sohn, wohnhaft in der Roßau Nr. 4, als Bräutigam. Einer der Zeugen war Franz Duschinger, bürgerlicher Baumeister.
Aus der Ehe entstammten die drei Söhne Philipp Joseph, Johann und Carl, die allesamt im Baugewerbe verblieben.

### Schätzmeister
Der Bürgermeister und Rat der Stadt Wien veröffentlichte am 23. Februar 1783 die von den bürgerlichen Bau-, Maurer- und Steinmetzmeistern vorgeschlagenen Beschau- und Schätzmeister. Als einer der Stellvertreter auch der junge Meister Philipp Högl.

### Karmeliterkirche

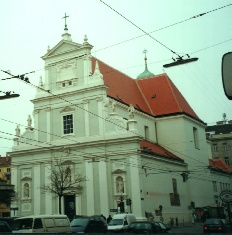
Karmeliterkirche

Högl führte 1783 bei der Karmeliterkirche in der Leopoldstadt Steinmetzarbeiten durch.

### Lehrmeister
Hier eine kleine Auswahl seiner Lehrlinge
Fastenquartal den 27. März 1791
Herr Philipp Högl, bürgerlicher Steinmetzmeister nimmt in die Lehre einen ausgelernten Steinhauer namens Franz Anton Högl aus Warschau gebürtig und auf 2 Jahre nachzulernen. Dieser Franz Anton Högl war mit ihm verwandt. Laut Mitteilung des Lehrmeisters ist es dazu dann doch nicht gekommen.
Für die Jahre 1795–1800 amtierte er als Roßauer Grundrichter.
Pfingstquartal den 5. Juni 1796
.. lasst seinen Sohn Philipp Joseph Högl, von Wien gebürtig, auf das Steinmetzhandwerk auf 5 Jahre aufdingen. Dessen Bürgen sind Herr Vater und Lehrmeister Haupt- und Adam Jungbauer Steinmetzgeselle Nebenbürge. Hat das Schulzeugnis eingelegt und die Gebühr gezahlt.
Ist den 16. März 1800 nach eingelegtem Christenlehr-Zeugnis freigesprochen worden.
Im Wiener Rathaus wählten die Maurer- und Steinmetzmeister Johann Philipp Högl für 1797 zum Obervorsteher der Wiener Bauhütte.
Pfingstquartal den 2. Juni 1797
.. lasst seinen Sohn Johann Högl, in Wien gebürtig, auf das Steinmetzhandwerk aufdingen. Dessen Bürgen sind die Herren Franz Jäger und Herr Vater, beide bürgerliche Steinmetzmeister. Hat die Gebühr erlegt und das Schulzeugnis eingelegt.
Ist den 14. Juni 1801 nach beygebrachtem Christenlehr-Zeugnis und bezahlter Gebühr von Herrn Franz Jäger als vorgesetztem Meister freygesprochen worden.

### Witwenbetrieb
Bei der Handwerkssitzung der Wiener Maurer und Steinmetzen vom 12. Juli 1805 war Högls Witwe Barbara anwesend. Sohn Johann führte nach dem Tod des Vaters am 21. April 1800 den Steinmetzbetrieb über fünf Jahre erfolgreich weiter. Dies wurde ihm als Teil seiner Meisterprüfung angerechnet.